# 35è Festival Internacional de Cinema de Berlín
El 35è Festival Internacional de Cinema de Berlín va tenir lloc entre el 15 i el 26 de febrer de 1985. L'Os d'Or foren atorgats a la pel·lícula alemanya Die Frau und der Fremde de Rainer Simon i a la britànica Wetherby de David Hare. Es va mostrar una retrospectiva dedicada als efectes especials.

## Jurat

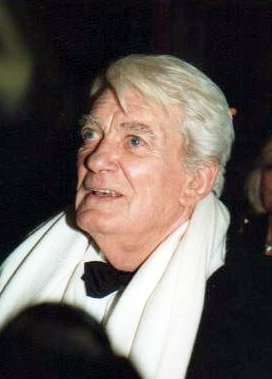
Jean Marais, president del jurat

El jurat del festival estaria format per les següents persones:
- Jean Marais (president)
- Max von Sydow
- Alberto Sordi
- Regimantas Adomaitis
- Sheila Benson
- Wolfgang Kohlhaase
- Onat Kutlar
- Luis Megino
- Ingrid Scheib-Rothbart
- Chris Sievernich
- István Szabó

## Pel·lícules en competició
Les següents pel·lícules van competir per l'Os d'Or:
| Títol original             | Director(s)                                      | País           |
| -------------------------- | ------------------------------------------------ | -------------- |
| 1919                       | Hugh Brody                                       | Regne Unit     |
| After Darkness             | Sergio Guerraz, Dominique Othenin-Girard         | Suïssa         |
| Contar hasta diez          | Oscar Barney Finn                                | Argentina      |
| Daengbyeot                 | Hah Myung-joong                                  | Corea del Sud  |
| Die Frau und der Fremde    | Rainer Simon                                     | RDA            |
| Les enfants                | Marguerite Duras, Jean Mascolo, Jean-Marc Turine | França         |
| Heartbreakers              | Bobby Roth                                       | Estats Units   |
| Je vous salue, Marie       | Jean-Luc Godard                                  | França         |
| Lufa ke Paralayi           | Nikos Perakis                                    | Grècia         |
| Morenga                    | Egon Günther                                     | RFA            |
| Mrs. Soffel                | Gillian Armstrong                                | Estats Units   |
| Noc smaragdového měsíce    | Václav Matějka                                   | Txèquia        |
| Pehlivan                   | Zeki Ökten                                       | Turquia        |
| Pizza Connection           | Damiano Damiani                                  | Itàlia         |
| Places in the Heart        | Robert Benton                                    | Estats Units   |
| Potomok belogo barsa       | Tolomush Okeyev                                  | Unió Soviètica |
| Die Praxis der Liebe       | Valie Export                                     | Àustria        |
| Péril en la demeure        | Michel Deville                                   | França         |
| Ronja Rövardotter          | Tage Danielsson                                  | Suècia         |
| Seburi Monogatari          | Sadao Nakajima                                   | Japó           |
| Stico                      | Jaime de Armiñán                                 | Espanya        |
| Szirmok, virágok, koszorúk | László Lugossy                                   | Hongria        |
| Der Tod des weißen Pferdes | Christian Ziewer                                 | RFA            |
| Wetherby                   | David Hare                                       | Regne Unit     |
| Wrong World                | Ian Pringle                                      | Austràlia      |

## Retrospectiva
Les pel·lícules mostrades a la retrospectiva foren:
| Títol original                                           | Director(s)                                             | País                      |
| -------------------------------------------------------- | ------------------------------------------------------- | ------------------------- |
| 20 000 Leagues Under The Sea                             | Richard Fleischer                                       | Estats Units              |
| 7 Faces of Dr. Lao                                       | George Pal                                              | Estats Units              |
| Abbott and Costello Meet the Invisible Man               | Charles Lamont                                          | Estats Units              |
| Correu aeri                                              | John Ford                                               | Estats Units              |
| Alien                                                    | Ridley Scott                                            | Estats Units              |
| El baró fantàstic                                        | Karel Zeman                                             | Txèquia                   |
| Un esperit burleta                                       | David Lean                                              | Regne Unit                |
| Captain Sindbad                                          | Byron Haskin                                            | Estats Units / Alemanya   |
| Cesta do praveku                                         | Karel Zeman                                             | Txèquia                   |
| Ciutadà Kane                                             | Orson Welles                                            | Estats Units              |
| Encontres a la tercera fase                              | Steven Spielberg                                        | Estats Units              |
| Darby O'Gill and the Little People                       | Robert Stevenson                                        | Estats Units              |
| El submarí                                               | Wolfgang Petersen                                       | Alemanya                  |
| Das kalte Herz                                           | Paul Verhoeven                                          | Alemanya                  |
| Das Spukschloß im Spessart                               | Kurt Hoffmann                                           | Alemanya                  |
| Der Student von Prag                                     | Stellan Rye                                             | Alemanya                  |
| Destination Moon                                         | Irving Pichel                                           | Estats Units              |
| Eraserhead                                               | David Lynch                                             | Estats Units              |
| Forbidden Planet                                         | Fred McLeod Wilcox                                      | Estats Units              |
| Georges Méliès - short films from the years 1896 to 1912 | Georges Méliès                                          | França                    |
| Godzilla ('ゴジラ)                                       | Ishirō Honda                                            | Japó                      |
| Hardware Wars                                            | Ernie Fosselius                                         | Estats Units              |
| Immer wieder Glück                                       | Ferdinand Diehl                                         | Alemanya                  |
| Invisible Agent                                          | Edwin L. Marin                                          | Estats Units              |
| Island of Lost Souls                                     | Erle C. Kenton                                          | Estats Units              |
| El món és boig, boig, boig                               | Stanley Kramer                                          | Estats Units              |
| Jàson i els argonautes                                   | Don Chaffey                                             | Regne Unit                |
| La Belle et la Bête                                      | Jean Cocteau                                            | França                    |
| La fin du monde                                          | Abel Gance                                              | França                    |
| El testament d'Orfeu                                     | Jean Cocteau                                            | França                    |
| Mary Poppins                                             | Robert Stevenson                                        | Estats Units              |
| Metropolis                                               | Fritz Lang                                              | Alemanya                  |
| Münchhausen                                              | Josef von Báky                                          | Alemanya                  |
| Новый Гулливер                                           | Aleksandr Ptuixkó                                       | Unió Soviètica            |
| Orphée                                                   | Jean Cocteau                                            | França                    |
| Poltergeist                                              | Tobe Hooper                                             | Estats Units              |
| San Francisco                                            | W. S. Van Dyke                                          | Estats Units              |
| Naus silencioses                                         | Douglas Trumbull                                        | Estats Units              |
| Zolotoy Klyuchik                                         | Alexander Ptuschko                                      | Unió Soviètica            |
| Star Wars                                                | George Lucas                                            | Estats Units / Regne Unit |
| Sylvie et le fantôme                                     | Claude Autant-Lara                                      | França                    |
| Synthetischer Film                                       | Helmut Herbst                                           | Alemanya                  |
| Simbad i la princesa                                     | Nathan H. Juran                                         | Estats Units              |
| Els ocells                                               | Alfred Hitchcock                                        | Estats Units              |
| The Devil-Doll                                           | Tod Browning                                            | Estats Units              |
| Star Wars episodi V: L'Imperi contraataca                | Irvin Kershner                                          | Estats Units              |
| L'exorcista                                              | William Friedkin                                        | Estats Units              |
| The Haunting                                             | Robert Wise                                             | Regne Unit                |
| The Incredible Shrinking Man                             | Jack Arnold                                             | Estats Units              |
| La increïble dona minvant                                | Joel Schumacher                                         | Estats Units              |
| The Invisible Man                                        | James Whale                                             | Estats Units              |
| The Invisible Man Returns                                | Joe May                                                 | Estats Units              |
| The Invisible Woman                                      | Edward Sutherland                                       | Estats Units              |
| The Lost World                                           | Harry O. Hoyt                                           | Estats Units              |
| The Mysterious Island                                    | Lucien Hubbard, Maurice Tourneur i Benjamin Christensen | Estats Units              |
| El fill de King Kong                                     | Ernest B. Schoedsack                                    | Estats Units              |
| La guerra dels mons                                      | Byron Haskin                                            | Estats Units              |
| El màgic d'Oz                                            | Victor Fleming                                          | Estats Units              |
| El meravellós món dels germans Grimm                     | Henry Levin i George Pal                                | Estats Units              |
| La vida futura                                           | William Cameron Menzies                                 | Regne Unit                |
| This Island Earth                                        | Joseph Newman i Jack Arnold                             | Estats Units              |
| Tommy                                                    | Ken Russell                                             | Regne Unit                |
| Topper Returns                                           | Roy Del Ruth                                            | Estats Units              |
| Txelovek s Kinoaparàtom (Человек с киноаппаратом)        | Dziga Vertov                                            | Unió Soviètica            |
| Universe                                                 | Colin Low i Roman Kroitor                               | Canadà                    |

## Premis
El jurat va atorgar els següents premis:
- Os d'Or: 
  - Die Frau und der Fremde de Rainer Simon
  - Wetherby de David Hare
- Os de Plata - Gran Premi del Jurat: Szirmok, virágok, koszorúk de László Lugossy
- Os de Plata a la millor direcció: Robert Benton per Places in the Heart
- Os de Plata a la millor interpretació femenina: Jo Kennedy per Wrong World
- Os de Plata a la millor interpretació masculina: Fernando Fernán Gómez per Stico
- Os de plata per a un assoliment singular excepcional: Tolomush Okeyev per Potomok belogo barsa
- Os de plata per a una aportació artística excepcional: Ronja Rövardotter
- Menció Honorífica: 
  - Damiano Damiani per Pizza Connection
  - Les enfants
  - Tarık Akan per Pehlivan
- Premis FIPRESCI
  - Tōkyō saiban per Masaki Kobayashi